# Lügde

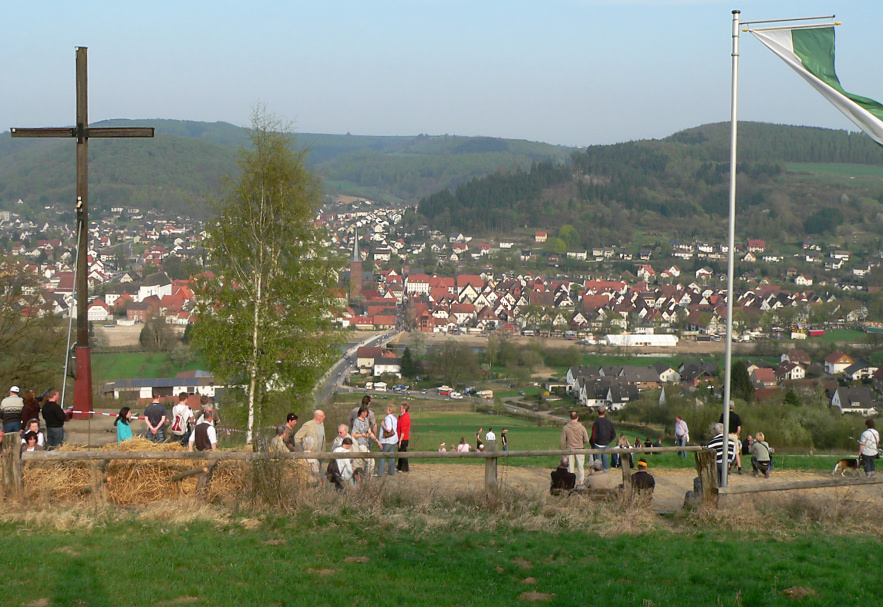
Blick auf Lügde vom Osterberg (2009)

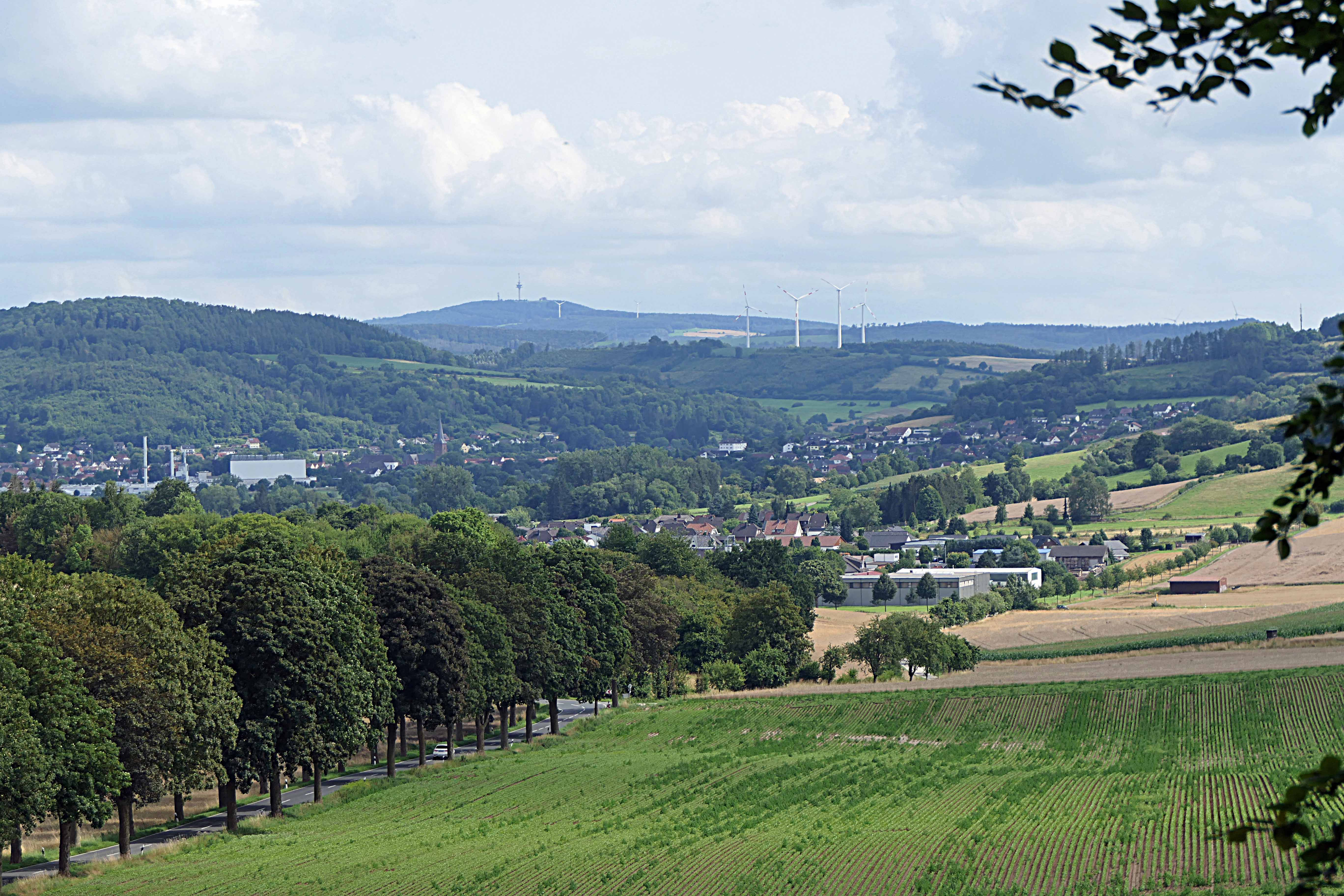
Lügde von Norden, der Köterberg im Hintergrund

Lügde (lokale Aussprache: [ˈlʏçtʰə] ⓘ, Lüchte; niederdeutsch: Lüde) ist eine Stadt in Nordrhein-Westfalen und gehört zum Kreis Lippe. Sie liegt im Weserbergland. Seit dem 24. Juli 2012 trägt Lügde offiziell den Titel Stadt der Osterräder.  Mit 104 Einwohnern pro km² ist Lügde die am dünnsten besiedelte Gemeinde des Kreises Lippe.

## Geografie

### Geografische Lage
Lügde liegt im Weserbergland östlich der durch das Tal verlaufenden Emmer, welche im Ortsteil Langeland der Stadt Bad Driburg entspringt und in Emmerthal in die Weser mündet. Weiter westlich befinden sich das Eggegebirge, nordwestlich der Teutoburger Wald und weiter östlich fließt die Weser. Zur Großgemeinde Lügde gehört einer der höchsten Berge des Weserberglandes, der Köterberg mit 496 m. Der tiefste Punkt des Stadtgebiets liegt auf 98 m.

### Geologie

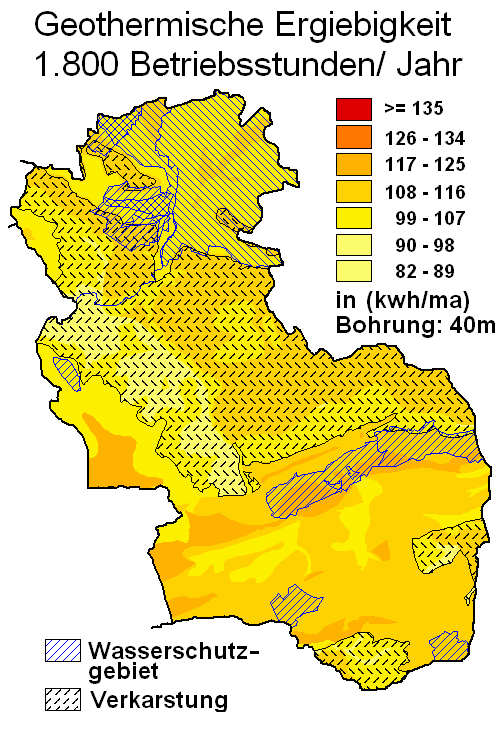
Geothermische Ergiebigkeit des Stadtgebiets

Im Gemeindegebiet besteht das Lipper Bergland vorherrschend aus Tonmergel-, Kalk- und Sandsteinen des Erdmittelalters. Diese Sedimentgesteine sind zwischen 1 und 1,5 km mächtig. Sie wurden im Lauf der Erdgeschichte herausgehoben und im Rahmen gebirgsbildender Vorgänge zu Sätteln und Mulden zusammengeschoben. In den südlichen Stadtteilen treten auch Horste und Gräben auf. Unter diesen Schichten befinden sich die Gesteine des Erdaltertums, insbesondere aus Devon, Karbon und Perm. Lockergesteine aus dem Eiszeitalter (Kies, Sand und Löss) befinden sich insbesondere in den zum Teil weiten Talebenen der Emmer und ihrer Nebenflüsse über dem Festgesteinsuntergrund.
Gute Grundwasserleiter sind die klüftigen Kalk- und Tonmergelsteine des Muschelkalks und Einheiten des Keupers. Vereinzelt sind Grundwässer durch Lösung von Steinsalz und Gips im tieferen Untergrund versalzt und mineralisiert.
Im Stadtgebiet werden Steine und Erden zur Verwendung für die Schotter- und Splittherstellung abgebaut.
Auf den Gesteinen des Muschelkalks und des Keupers haben sich Braunerde und Pseudogley-Braunerden entwickelt, die teils forstwirtschaftlich, teils ackerbaulich genutzt werden. In kleineren Gebieten im Nordteil des Stadtgebiets auf Kuppen befinden sich auch Übergänge zu flachgründigen, steinigen Rendzinen. In den weitgespannten Talmulden und Unterhängen werden die Festgesteine von eiszeitlichem Löss bedeckt. Als Folge haben sich fruchtbare Parabraunerden aus schluffigem Lehm gebildet.
Vorwiegend im südlichen Teil des Stadtgebiets gibt es Vorkommen von schluffreichen staunassen Pseudogleyen. In den Bachniederungen treten vorherrschend Gleye auf; sie werden als Grünland genutzt. Forstwirtschaftliche Nutzung findet auf den Höhenzügen und an mit Pseudogley bedeckten Standorten statt, ansonsten herrscht, besonders auf den ertragreichen Lösslehmböden, intensive ackerbauliche Nutzung vor.
Lügde eignet sich durchweg gut bis sehr gut zur Nutzung von geothermischen Wärmequellen mittels Erdwärmesonde und Wärmegewinnung durch Wärmepumpenheizungen (vgl. dazu die nebenstehende Karte).

### Ausdehnung und Nutzung des Stadtgebiets
Die als „Große Landgemeinde“ klassifizierte Stadt erstreckt sich über eine Fläche von 88,62 km². Das Gemeindegebiet hat eine maximale Ausdehnung in Ost-West-Richtung von ca. 11 km und in Nord-Süd-Richtung von etwa 14 km.
| Fläche nach Nutzungsart | Landwirt- schafts- fläche | Wald- fläche | Gebäude-, Frei- und Betriebsfläche | Verkehrs- fläche | Wasser- fläche | Sport- und Grünfläche | sonstige Nutzung |
| ----------------------- | ------------------------- | ------------ | ---------------------------------- | ---------------- | -------------- | --------------------- | ---------------- |
| Fläche in km²           | 44,25                     | 33,85        | 4,31                               | 4,25             | 0,61           | 1,15                  | 0,18             |
| Anteil an Gesamtfläche  | 49,93 %                   | 38,20 %      | 4,86 %                             | 4,80 %           | 0,69 %         | 1,30 %                | 0,20 %           |

### Nachbargemeinden
An Lügde grenzen beginnend im Norden im Uhrzeigersinn die Stadt Bad Pyrmont (Landkreis Hameln-Pyrmont) sowie die Gemeinde Vahlbruch und der Flecken Polle (Samtgemeinde Polle, Landkreis Holzminden), alle Niedersachsen,
die Städte Höxter und Marienmünster (Kreis Höxter) sowie Schieder-Schwalenberg und Blomberg (Kreis Lippe), alle Nordrhein-Westfalen.

### Stadtgliederung

Ortsteile von Lügde

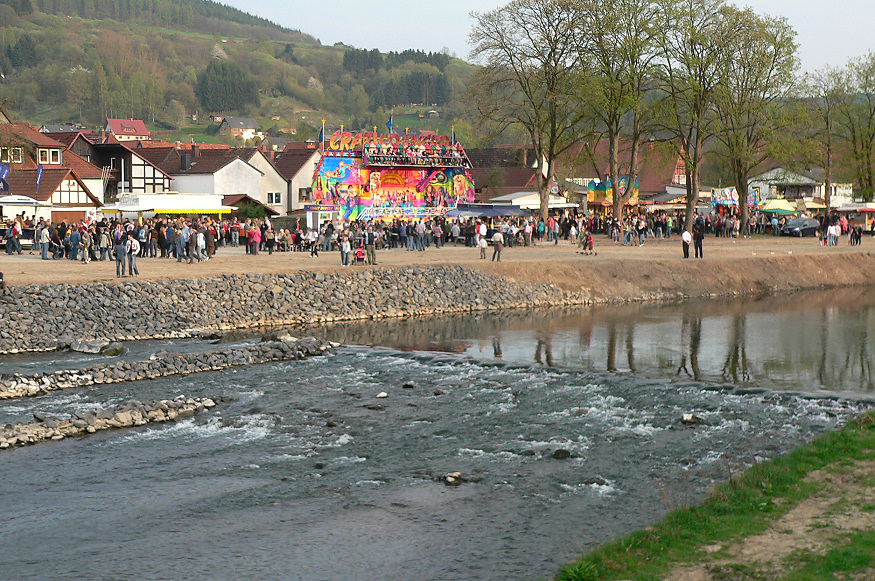
Emmer in Lügde

Nach § 3 Abs. 1 ihrer Hauptsatzung gliedert sich die Stadt Lügde in folgende zehn Ortschaften, die vor 1970 eigenständige Gemeinden im Kreis Detmold bzw. im Amt Lügde im Kreis Höxter waren. Die Grenzen der Ortschaften stimmen mit denen der früher selbständigen Gemeinden überein.
| Ortschaft    | Wappen | Einwohner 1 |
| ------------ | ------ | ----------- |
| Elbrinxen    |        | 1112        |
| Falkenhagen  |        | 0302        |
| Harzberg     |        | 0074        |
| Hummersen    |        | 0389        |
| Köterberg    |        | 0068        |
| Lügde        |        | 4979        |
| Niese        |        | 0373        |
| Rischenau    |        | 1045        |
| Sabbenhausen |        | 0854        |
| Wörderfeld   |        | 0326        |

### Klima

Niederschlagsdiagramm Schieder-Schwalenberg

Lügde gehört der gemäßigten Klimazone Mitteleuropas an und liegt im Bereich des subatlantischen Seeklimas. Die Winter sind unter atlantischem Einfluss meist mild und die Sommer mäßig warm. Die Jahresmitteltemperatur liegt je nach Höhenlage zwischen ca. 7 und 9,5 °C.
Durch die Lage im subatlantischen Seeklima herrscht ganzjährig ein humides Klima mit relativ gleich verteilten Niederschlägen vor. Der Deutsche Wetterdienst betreibt seit dem 11. Oktober 2000 eine vollautomatische Wetterstation in Lügde-Paenbruch, die sich 10 km südlich und ca. 150 Höhenmeter oberhalb der Stadt beim Ortsteil Rischenau-Biesterfeld befindet. Nur rund 600 m davon entfernt, in Marienmünster-Langenkamp, war in vergleichbarer Höhenlage von Dezember 1989 bis Juli 1996 bereits eine nebenamtliche Klimastation betrieben worden. Zugleich fanden bis zum 11. Oktober 2000 automatische Registrierungen der DWD-Station auf dem Köterberg statt.
An der 3 km nördlich von Lügde gelegenen Niederschlagsstation Bad Pyrmont fallen jährlich 833,1 mm Niederschlag, an der 10 km südwestlich gelegenen Klimastation in Schieder sind es 867,6 mm.
|                        | Jan  | Feb  | Mär  | Apr  | Mai  | Jun  | Jul  | Aug  | Sep  | Okt  | Nov  | Dez  |   |      |
| Mittl. Temperatur (°C) | 0,9  | 1,6  | 4,7  | 8,9  | 12,4 | 15,3 | 17,4 | 16,9 | 13,4 | 9,1  | 5,4  | 2,1  | ⌀ | 9    |
| Mittl. Tagesmax. (°C)  | 3,0  | 4,1  | 8,6  | 13,9 | 17,3 | 20,2 | 22,5 | 22,0 | 17,8 | 12,6 | 7,6  | 4,1  | ⌀ | 12,9 |
| Mittl. Tagesmin. (°C)  | −1,6 | −1,1 | 0,9  | 3,7  | 7,0  | 10,1 | 12,2 | 11,7 | 9,1  | 5,8  | 3,0  | −0,1 | ⌀ | 5,1  |
|                        |      |      |      |      |      |      |      |      |      |      |      |      |   |      |
| Niederschlag (mm)      | 85,5 | 56,2 | 54,9 | 35,0 | 74,4 | 71,3 | 90,6 | 83,1 | 68,9 | 69,7 | 78,6 | 76,8 | Σ | 845  |
|                        |      |      |      |      |      |      |      |      |      |      |      |      |   |      |
| Sonnenstunden (h/d)    | 1,3  | 2,1  | 4,1  | 5,8  | 6,2  | 6,5  | 6,3  | 5,9  | 4,4  | 3,0  | 1,4  | 0,9  | ⌀ | 4    |
|                        |      |      |      |      |      |      |      |      |      |      |      |      |   |      |
| Regentage (d)          | 20   | 17   | 15   | 12   | 16   | 15   | 18   | 17   | 15   | 17   | 19   | 21   | Σ | 202  |

| −1,6 |

| −1,1 |

| 0,9 |

| 3,7 |

| 7,0 |

| 10,1 |

| 12,2 |

| 11,7 |

| 9,1 |

| 5,8 |

| 3,0 |

| −0,1 |

| −1,6 |

| −1,1 |

| 0,9 |

| 3,7 |

| 7,0 |

| 10,1 |

| 12,2 |

| 11,7 |

| 9,1 |

| 5,8 |

| 3,0 |

| −0,1 |

Zum Klima in der Region Ostwestfalen-Lippe, zu der die Stadt gehört, siehe auch den Artikel Klima in Ostwestfalen-Lippe.

## Geschichte

### Mittelalter und Stadtgründung
Erstmals urkundlich erwähnt wurde Lügde 784 in den Fränkischen Reichsannalen, als Karl der Große hier sein erstes Weihnachtsfest im damaligen Herzogtum Sachsen beging, nämlich in Villa Liuhidi nahe der Skidrioburg, die heute unter dem Namen Herlingsburg bekannt ist. Wahrscheinlich ist die Siedlung um oder im ersten Jahrhundert nach Christus entstanden und befand sich nördlich des heutigen Stadtkerns im Ollenlüderfeld, zwischen dem heutigen Lügde und Bad Pyrmont–Holzhausen. Die Legende besagt, dass am Platz der Übernachtung Karls des Großen daraufhin eine Kirche errichtet wurde, an deren Stelle im 12. Jahrhundert die heutige Kilianskirche erbaut wurde. Wahrscheinlicher ist allerdings, dass es bereits um 784 an der Stelle eine kleine Kirche gab, die von Karl dem Großen genutzt wurde, um dort die Christmette (ahd. „matutina“) zu feiern. Diese (Holz-)Kirche wird vermutlich um 775, zur Zeit der ersten Sachsenkriege, auf einem vorherigen Thingplatz erbaut worden sein, wodurch sich die Lage der Kirche außerhalb des Siedlungsgebietes der Villa Liuhidi erklären lässt.
Für die Entstehung des Stadtnamens, ursprünglich Liuhidi oder auch Liuhith, gibt es mehrere Theorien. Eine Möglichkeit ist, dass es sich um eine Flurstelle handelte, die mit vielen Leuten besiedelt war. Liu, gegebenenfalls auch plattdeutsch Lüe, bedeutet Leute. Dies wird durch die beim sogenannten Poeta Saxo mit Liudi benannten Einwohner gestützt. Eine weitere Möglichkeit besteht darin, dass der Stadtname Licht bedeutet, woraufhin die Vielzahl von Orten mit der Anfangssilbe Lug hinweisen. Die Ersterwähnung anno 784 als Liuhidi lässt aber auch eine Herkunft von ahd. luhhen (sprich: „lüchen“) = waschen, zu (vgl. lat. luere = waschen). Für Liuhidi ergibt sich dann die Bedeutung „Siedlung am Waschplatz/Badeplatz“. Diese Deutung erscheint angesichts einer in alter Zeit genutzten Heilquelle am Ort plausibel. Karl der Große bevorzugte bei seinen Aufenthalten bekanntlich Orte mit Heilquellen, wie z. B. Aachen, Paderborn, Wiesbaden.
Eine frühe urkundliche Erwähnung des Herrenhofes „Lugete“ mit zwei Vorwerken stammt aus der Busdorf-Urkunde vom 25. Mai 1036, als der Paderborner Bischof Meinwerk dem neugegründeten Kloster Busdorf in Paderborn den Zehnt dieses Herrenhofes schenkte.
Aufgrund einer 1195 in Lügde geprägten Münze des Grafen Gottschalk I. von Pyrmont kann angenommen werden, dass zu dieser Zeit bereits Stadtrechte bestanden. Es sind allerdings keinerlei Gründungsurkunden mehr vorhanden. Es gilt jedoch als sicher, dass die Verleihung der Stadtrechte spätestens 1246 stattfand, da in dieser Zeit sowohl der heute noch in seiner Ursprungsform erhaltene Stadtgrundriss als auch die größtenteils erhaltenen Befestigungsanlagen, wie Stadtmauer, Wallgrabenanlage und Wehrtürme, entstanden. Darüber hinaus besaß Lügde einen Markt und einen siegelführenden Stadtrat.
Lügde stellt eine planmäßige Stadtgründung der Pyrmonter Grafen dar und weist das typische Dreistraßensystem mit einer Hauptachse und zwei Seitenstraßen auf. Diese zweigen im Süden spitzwinklig von der Hauptstraße ab, folgen ihr parallel und enden im Norden in einer Querstraßenverbindung.
Im Spätmittelalter war Lügde Hauptort der Grafschaft Pyrmont und Sitz der gleichnamigen Grafen. Der Standort der Burg innerhalb der Stadtmauern ist heute unbekannt. Lügde wurde wiederholt zum Spielball fremder Interessen. 1255 mussten die Grafen von Waldeck und Pyrmont die Hälfte Lügdes an den Erzbischof von Köln abtreten, ein Ereignis, das auch im Stadtwappen verdeutlicht wird.

### Hylliger Born, Dreißigjähriger Krieg und paderbornische Exklave

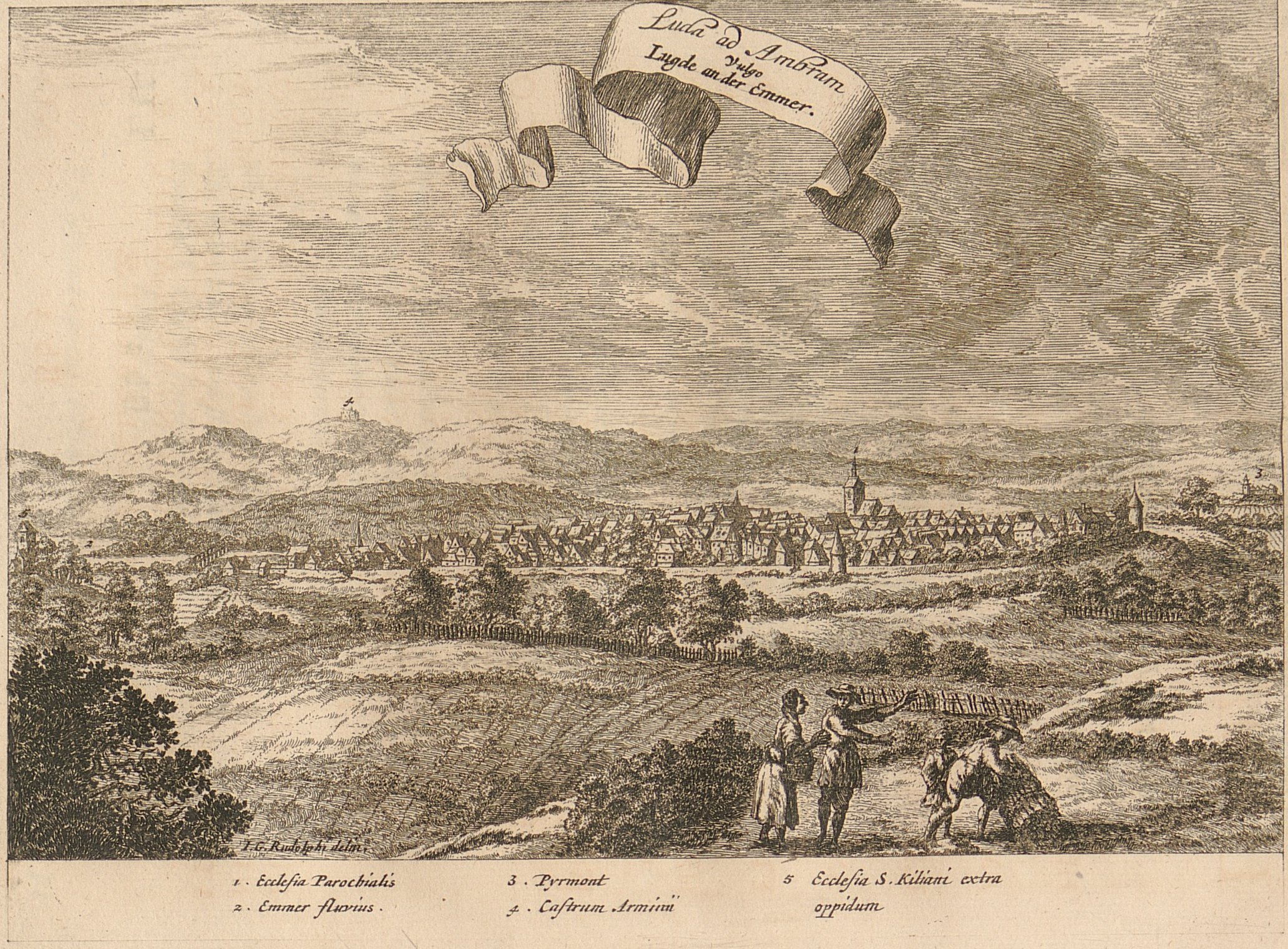
Lügde um 1670

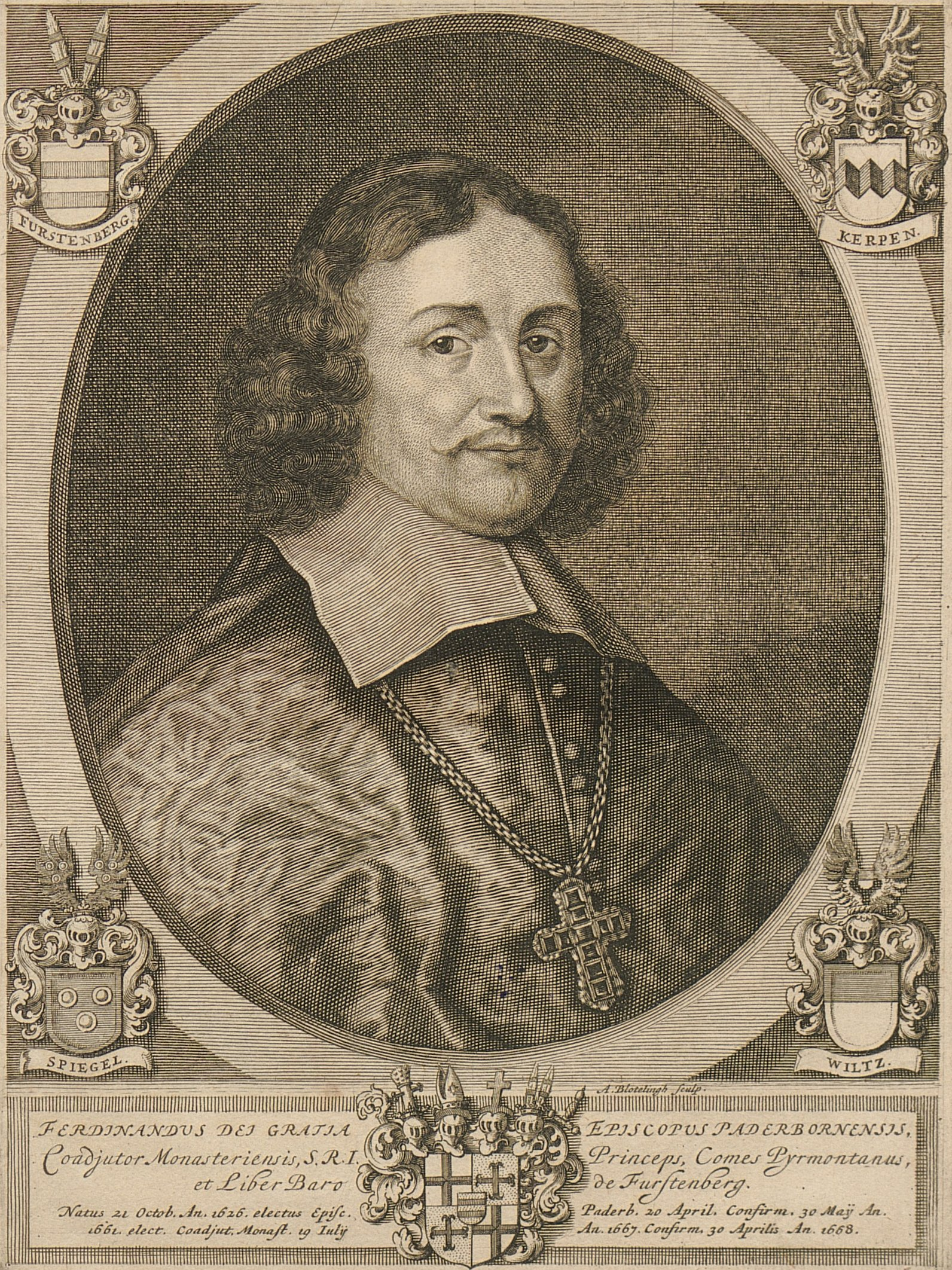
Fürstbischof Ferdinand von Paderborn um 1670

Zur Mitte des 16. Jahrhunderts verbreitete sich die Mär vom Hylligen Born, dessen Wasser angeblich jedes Gebrechen heilen sollte. Nicht nur aus Deutschland, sondern aus ganz Europa kamen die Menschen in Scharen in die Gegend von Lügde, denn den Ort Pyrmont gab es noch nicht. Lügde und die in der Umgebung liegenden Dörfer konnten die Menschenmengen nicht aufnehmen, so dass Tausende im Wald oder auf freiem Feld übernachten mussten.
Im Jahr 1583 traten die Bewohner Lügdes zur Reformation über. Wechselnde Einflüsse im Dreißigjährigen Krieg zwangen sie jedoch, das lutherische Bekenntnis wieder aufzugeben und 1624 nach heftigen Auseinandersetzungen zum katholischen Glauben zurückzukehren. Am Ende des Krieges war die Stadt zu einem Drittel zerstört und die Bevölkerung völlig verarmt.
Am 14. März 1668 einigten sich Fürstbischof Ferdinand von Fürstenberg und die Grafen von Waldeck nach über 174 Jahren über den strittigen Besitz der Grafschaft Pyrmont. Die Grafen erhielten den Pyrmonter Brunnen und die benachbarten Dörfer. Der bekannteste Vertreter der Grafen zu Waldeck, Georg Friedrich zu Waldeck (1620–1692), ließ daraufhin den Quellbach zuwerfen, pflanzte die später berühmt gewordene vierreihige Lindenallee und begründete Bad Pyrmont. Das Hochstift Paderborn erhielt das Amt Lügde, dessen Bewohner erfolglos dagegen protestierten und das zur katholischen Enklave inmitten eines protestantischen Gebiets wurde. Das Amt Lügde umfasste die Stadt Lügde und das Dorf Harzberg. Im Siebenjährigen Krieg (1756–1763) wurde Lügde durch Truppendurchzüge und Einquartierungen schwer geschädigt und geriet an den Rand des wirtschaftlichen Ruins.

### Brandkatastrophen und Hochwasser

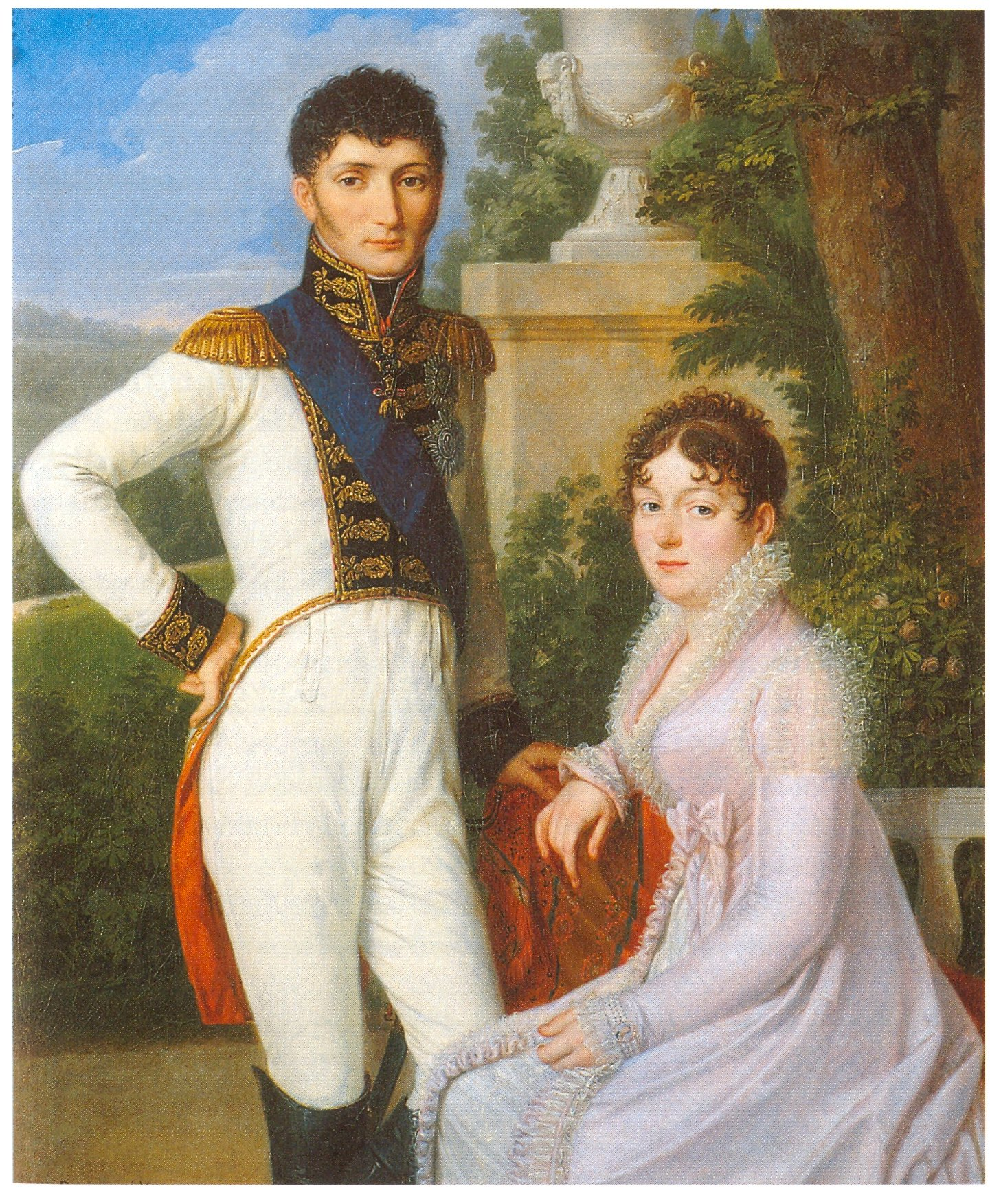
Jérôme und Katharina als König und Königin des Königreichs Westphalen

Im Laufe der Jahrhunderte wurde Lügde von vielen Brand- und Hochwasserkatastrophen heimgesucht. Allein in der Zeit vom 15. bis 18. Jahrhundert gab es neunzehn Stadtbrände in der eng bebauten Altstadt, von denen zwei die Stadt fast völlig einäscherten. Jeder Bürger war verpflichtet, einen Ledereimer für Löschwasser zu besitzen. Das Löschwasser wurde aus der Emmer und rund 120 Brunnen geschöpft. Bis zur Erstellung eines Hochwasserschutzes in den 2000er Jahren lebten die Bürger Lügdes in der ständigen Gefahr, vom Hochwasser der Emmer überflutet zu werden, im Stadtkern zuletzt im Jahr 1946, in angrenzenden Bebauungsgebieten zuletzt 1998.
Der Großbrand von 1797 zerstörte den Ort nahezu völlig. Die Feuersbrunst begann im Südwesten der Stadt beim heutigen Heimatmuseum und vernichtete innerhalb weniger Stunden 243 der insgesamt 315 Häuser. Über 200 Häuser wurden in den nächsten drei Jahren im gleichen Stil wieder aufgebaut.
Am 6. Juni 1802 wurde die Stadt von preußischen Truppen besetzt und gehörte danach zum Königreich Preußen. Im Verlauf der französischen Besetzung von 1806 bis 1813 gehörte Lügde zum Königreich Westphalen unter König Jérôme. Während dieser Zeit bildete das ehemalige Amt Lügde den Kanton Lügde im Distrikt Höxter des Departements der Fulda. Nach dem Ende der Herrschaft Napoleons fiel die Stadt wieder an Preußen zurück und wurde dem Kreis Brakel zugeteilt; dieser wurde 1832 in den Kreis Höxter eingegliedert. 1841 erhielt Lügde die preußische revidierte Städteordnung.

### Industrielles Zeitalter und Kaiserreich
Die meisten Einwohner Lügdes waren sogenannte Ackerbürger und lebten bis zum Ende des 18. Jahrhunderts zu einem wesentlichen Teil von der Landwirtschaft. Die übrigen bestritten ihren Lebensunterhalt durch Handel und Handwerk. Erst Mitte des 19. Jahrhunderts verbesserte sich die wirtschaftliche Situation, als sich die industrielle Zigarrenherstellung entwickelte und die Stadt zu einem Zentrum der Tabakverarbeitung wurde. Trotzdem sahen viele Menschen, besonders die seit dem 16. Jahrhundert in Lügde lebenden jüdischen Kaufleute, aber auch Handwerker und Bauernsöhne, keine Zukunft mehr und wanderten nach Amerika und Südafrika aus.
Die Bahnstrecke Hannover–Altenbeken wurde 1872 eröffnet. Zunächst hatten Bad Pyrmont und Lügde einen gemeinsamen Bahnhof, bis Lügde 1892 eine eigene Station bekam.
Im Ersten Weltkrieg (1914–1918) fielen 82 Lügder und 14 wurden vermisst.

### Weimarer Republik und Nationalsozialismus

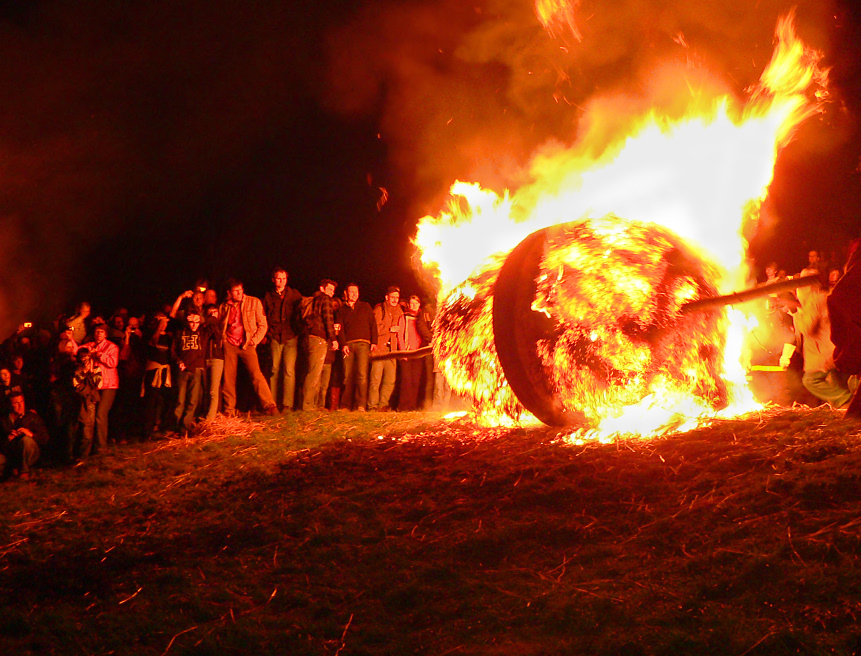
Start eines Osterrads in Lügde

Nach dem Ersten Weltkrieg nahm die Einwohnerzahl kontinuierlich zu, schon bald wuchs die Stadt über ihre bisherigen Grenzen hinaus und es entstand die sogenannte Neustadt. Lügde profitierte im 20. Jahrhundert wirtschaftlich zudem von der stetigen Aufwärtsentwicklung der benachbarten Stadt Bad Pyrmont.
Aufgrund ihrer christlichen Weltanschauung hatten viele Lügder Bürger Probleme mit dem Nationalsozialismus. 1933 wurden die Nationalsozialisten auf den Osterräderlauf aufmerksam. Sie wollten ihn für ihre Zwecke missbrauchen und entchristianisieren. Daraufhin wurde 1935 an der Ablaufstelle der Osterräder von mutigen Bürgern ein zehn Meter hohes weißes Holzkreuz als Protest errichtet.
Mehrere Luftangriffe auf die Eisenbahnlinie im Zweiten Weltkrieg richteten erhebliche Schäden an der Kilianskirche und einigen Wohnhäusern an. 1943 musste Lügde 253 evakuierte Frauen und Kinder aus Essen aufnehmen, für die Behelfsheime errichtet wurden. In diesem Krieg fielen 114 Lügder, und zwölf wurden vermisst.
Am Abend des 4. April 1945 gegen 18 Uhr trat in Lügde ein eilig zusammengerufenes Standgericht zusammen, das sich aus mehreren deutschen Offizieren und Generalmajor Otto Goerbig als Vorsitzendem und zugleich Ankläger zusammensetzte. Die Anklage gegen den Lemgoer Bürgermeister Wilhelm Gräfer lautete auf Landesverrat, und nach kurzer Verhandlung wurde Gräfer zum Tode verurteilt. Das Urteil wurde am nächsten Morgen (5. April 1945)  in Bodenwerder vollstreckt.
Am 5. April 1945 rollten amerikanische Panzer aus Eschenbruch kommend ins Tal nach Lügde. Gleich am Ortseingang wurden die Fahrzeuge von einer SS-Einheit beschossen, die an der Kilianskirche und auf dem Friedhof in Stellung gegangen war. Die Amerikaner forderten Artillerieunterstützung an, in deren Verlauf vier Häuser und drei Scheunen in Brand geschossen wurden. Noch während der Beschießung kletterten einige Lügder Bürger auf den Turm der Stadtkirche St. Marien und hissten die weiße Fahne. Gegen 15 Uhr fuhren die Panzer ohne Gegenwehr in die Stadt, die bis zum Abend von den Amerikanern vollständig besetzt wurde.

### Nachkriegszeit und heutige Situation
Am 8. Februar 1946 wurde die Stadt erneut durch Hochwasser der Emmer überflutet, das stellenweise 1,80 Meter hoch in den Straßen stand. In 300 Häusern waren sämtliche Räume der Untergeschosse unbewohnbar. Im gleichen Jahr kamen 336 Flüchtlinge und Vertriebene aus den ehemaligen deutschen Ostgebieten nach Lügde. 1951 schloss sich die Stadt Lügde mit der Gemeinde Harzberg zu einem neuen Amt Lügde zusammen. Im Rahmen der kommunalen Neuordnung wurde das Amt Lügde nach dem Willen der Bevölkerung zum 31. Dezember 1969 aus dem Kreis Höxter ausgegliedert und dem damaligen Kreis Detmold zugeordnet. Gleichzeitig wurden neun weitere Ortschaften zur neuen Stadt Lügde eingemeindet. Nach dem Zweiten Weltkrieg siedelten sich zahlreiche mittelständische Unternehmen, darunter insbesondere Betriebe der Elektroindustrie, an. Ein bedeutender Arbeitgeber Lügdes und Marktführer in Europa ist der Hersteller von Kupferlackdraht. Im Jahr 1992 schlossen die Betriebe der Tabakverarbeitung und weitere Firmen gaben auf. So verschwanden die vorher bedeutende Holz- und Möbelindustrie, einige Betriebe der Lebensmittelbranche und mehrere Bauunternehmen.
In der Altstadt herrschte eine erhebliche Verkehrsbelastung durch täglich 13.000 durchfahrende Fahrzeuge. Zahlreiche Eigentümer gaben ihre Häuser an der Mittleren Straße auf, so dass dort zwischenzeitlich mehr als 20 Häuser unbewohnt waren. Mehrere Ladenlokale standen leer und die Bevölkerungszahl war rückläufig. Von 6133 Einwohnern der Altstadt im Jahr 2005 schrumpfte die Zahl bis 2008 auf 5884 Personen. Nach langen Planungen und Diskussionen entschlossen sich Rat und Verwaltung der Stadt Ende der 1980er Jahre durch den Bau einer Umgehungsstraße diese Entwicklung zu stoppen. Hauptbestandteil des Bauvorhabens war der Emmerauentunnel, um das Bild der Altstadt zu bewahren. Die Fertigstellung der Umgehungsstraße war für Ende 2009 geplant, sie wurde aber letztlich im Oktober 2010 eröffnet.
Im Rahmen eines Integrierten Entwicklungskonzepts zur Revitalisierung des historischen Stadtkerns Lügdes soll neben der Umgehungsstraße eine Emmeraue mit Freizeiteinrichtungen entstehen. In der Altstadt soll die Ortsdurchfahrt neu gestaltet, der Einzelhandel belebt und die alte Bausubstanz saniert werden.

### Kindesmissbrauchsfall in Lügde
Ab dem 30. Januar 2019 war der sexuelle Missbrauch von mindestens 31 Kindern auf einem Campingplatz im Ortsteil Elbrinxen bekannt geworden. Es bestand der Verdacht auf rund 1000 Einzeltaten innerhalb von rund 10 Jahren und der Produktion von kinderpornografischem Material. Der Missbrauch und damit verbundenes Versagen von Ämtern und Polizei fanden ein breites Medienecho.

### Eingemeindungen
Im Zuge der Gemeindereform in den Kreisen Höxter und Detmold schloss sich die Stadt Lügde am 1. Januar 1970 mit der Gemeinde Harzberg aus dem Amt Lügde (Kreis Höxter) und den acht Gemeinden Elbrinxen, Falkenhagen, Hummersen, Köterberg, Niese, Rischenau, Sabbenhausen und Wörderfeld aus dem Kreis Detmold zur neuen Stadt Lügde zusammen, die in den Kreis Detmold eingegliedert wurde. Die Kreise Detmold und Lemgo bildeten später den neuen Kreis Lippe.
Mit Wirkung vom 1. Oktober 1971 wurden aufgrund eines Gesetzes zum 1. Staatsvertrag zwischen dem Land Niedersachsen und dem Land Nordrhein-Westfalen über Änderungen der gemeinsamen Landesgrenze Gebiete der niedersächsischen Gemeinde Baarsen (heute Ortsteil von Bad Pyrmont) in die Stadt Lügde eingegliedert und dem Ortsteil Sabbenhausen zugeordnet.

### Ausgliederungen
Am 1. April 1922 hat Lügde ein Gebiet mit einer Fläche von 20 ha an die Nachbarstadt Bad Pyrmont abgetreten.

### Einwohnerentwicklung
Die folgende Übersicht zeigt die Einwohnerzahlen der Stadt Lügde nach dem jeweiligen Gebietsstand. Änderungen des Gebietsstandes ergaben sich durch die Abgabe eines etwa 0,2 km² großen, bewohnten Gebietes an die Gemeinde Pyrmont am 1. April 1922 und durch den Zusammenschluss der Stadt Lügde mit neun umliegenden Gemeinden am 1. Januar 1970. Bei den Zahlen handelt es sich bis 1970 und für 1987 um Volkszählungsergebnisse und ab 1975 um amtliche Fortschreibungen des Statistischen Landesamtes, wobei die Zahlen für 1975, 1980 und 1985 geschätzte Werte sind und die Zahlen ab 1990 Fortschreibungen auf Basis der Ergebnisse der Volkszählung von 1987, ab 2012 Fortschreibungen auf Basis des Zensus 2011. Die Angaben beziehen sich bis 1864 auf die „Zollabrechnungsbevölkerung“, ab 1867 auf die „Ortsanwesende Bevölkerung“ und ab 1925 auf die Wohnbevölkerung.

Einwohnerentwicklung von Lügde von 1818 bis 2018 nach nebenstehenden Tabellen

Lügde nach dem damaligen Gebietsstand
| Jahr | Einwohner |
| ---- | --------- |
| 1818 | 2.023     |
| 1831 | 1.908     |
| 1837 | 2.043     |
| 1843 | 2.069     |
| 1849 | 2.175     |
| 1852 | 2.252     |
| 1858 | 2.230     |
| 1861 | 2.274     |
| 1867 | 2.266     |
| 1871 | 2.340     |
| 1880 | 2.411     |

| Jahr | Einwohner |
| ---- | --------- |
| 1885 | 2.398     |
| 1895 | 2.598     |
| 1900 | 2.624     |
| 1905 | 2.703     |
| 1910 | 2.805     |
| 1925 | 2.901     |
| 1933 | 3.167     |
| 1939 | 3.194     |
| 1950 | 4.588     |
| 1961 | 4.740     |
| 1969 | 5.905     |

Lügde nach dem heutigen Gebietsstand
| Jahr | Einwohner |
| ---- | --------- |
| 1969 | 10.815    |
| 1970 | 10.591    |
| 1974 | 11.120    |
| 1975 | 11.005    |
| 1980 | 11.023    |
| 1985 | 10.884    |
| 1987 | 10.691    |
| 1990 | 11.248    |
| 1995 | 12.003    |

| Jahr | Einwohner |
| ---- | --------- |
| 2000 | 11.718    |
| 2005 | 11.094    |
| 2010 | 10.400    |
| 2011 | 10.224    |
| 2012 | 09.990    |
| 2014 | 10.035    |
| 2018 | 9.448     |
| 2020 | 9.235     |
| 2022 | 9.364     |

## Politik

### Stadtrat
Der Stadtrat hat gegenwärtig 26 Mitglieder. Hinzu kommt der Bürgermeister als Ratsvorsitzender. Das Ergebnis der Kommunalwahl am 13. September 2020 und die sich daraus ergebende Sitzverteilung zeigen die beiden Diagramme.
- SPD: 12
- FWG: 6
- CDU: 8

Die folgende Tabelle zeigt die Kommunalwahlergebnisse seit 1975:
| [ 29 ] [ 30 ] [ 31 ] | 2020    | 2020    | 2014   | 2014   |
| Partei               | 0Sitze  | %       | 0Sitze | %      |
| -------------------- | ------- | ------- | ------ | ------ |
| CDU                  | 08      | 31,9    | 12     | 44,3   |
| SPD                  | 12      | 43,5    | 08     | 31,8   |
| FWG1                 | 06      | 24,0    | 05     | 19,0   |
| FDP                  | −       | −       | 01     | 04,9   |
| Einzelbewerber       | −       | 00,6    | −      | −      |
| Gesamt2              | 26      | 100     | 26     | 100    |
| Wahlbeteiligung      | 62,14 % | 62,14 % | 56,3 % | 56,3 % |

| [ 29 ] [ 30 ] [ 31 ] | 2009    | 2009    | 2004    | 2004    | 1999    | 1999    | 1994    | 1994    | 1989    | 1989    | 1984    | 1984    | 1979    | 1979    | 1975    | 1975    |
| Partei               | Sitze   | %       | Sitze   | %       | Sitze   | %       | Sitze   | %       | Sitze   | %       | Sitze   | %       | Sitze   | %       | Sitze   | %       |
| -------------------- | ------- | ------- | ------- | ------- | ------- | ------- | ------- | ------- | ------- | ------- | ------- | ------- | ------- | ------- | ------- | ------- |
| CDU                  | 10      | 39,75   | 10      | 39,23   | 11      | 42,54   | 11      | 34,36   | 15      | 45,56   | 16      | 47,75   | 17      | 50,07   | 16      | 49,65   |
| SPD                  | 08      | 30,51   | 07      | 26,37   | 08      | 31,71   | 12      | 35,33   | 14      | 42,94   | 13      | 39,59   | 13      | 40,09   | 13      | 38,09   |
| FWG1                 | 06      | 23,80   | 05      | 23,47   | 05      | 18,43   | 08      | 23,57   | −       | −       | −       | −       | −       | −       | −       | −       |
| FDP                  | 02      | 05,94   | 02      | 07,43   | 01      | 04,19   | 02      | 06,74   | 04      | 11,51   | 04      | 12,65   | 03      | 09,84   | 04      | 12,32   |
| Grüne                | −       | −       | 01      | 03,50   | 01      | 03,12   | −       | −       | −       | −       | −       | −       | −       | −       | −       | −       |
| Gesamt2              | 26      | 100     | 26      | 100     | 26      | 100     | 33      | 100     | 33      | 100     | 33      | 100     | 33      | 100     | 33      | 100     |
| Wahlbeteiligung      | 55,43 % | 55,43 % | 60,50 % | 60,50 % | 61,10 % | 61,10 % | 83,26 % | 83,26 % | 69,18 % | 69,18 % | 71,52 % | 71,52 % | 76,13 % | 76,13 % | 86,98 % | 86,98 % |

1 Freie Wählergemeinschaft

2 ohne Berücksichtigung von Rundungsdifferenzen

### Bürgermeister
Bei der Kommunalwahl am 13. September 2020 wurde Torben Blome (SPD) mit 54,4 % zum Bürgermeister gewählt. Sein Vorgänger war Heinrich Josef Reker (parteilos), der bei der Wahl am 30. August 2009 als gemeinsamer Kandidat der CDU und SPD ohne Mitbewerber 89,05 % der Stimmen erhielt.

### Abgeordnete
Lügde gehört zum Landtagswahlkreis Lippe II, in dem bei der Landtagswahl 2017 Jürgen Berghahn (SPD) als Direktkandidat gewählt wurde. Auf Bundesebene gehört Lügde zum Bundestagswahlkreis Höxter – Lippe II (137), in dem 2021 Christian Haase (CDU) mit 40,1 % der Stimmen als Direktkandidat gewählt wurde.

### Wappen, Banner und Flagge
| Banner, Wappen und Hissflagge |  |
|                               |  |
|                               |  |

Wappenbeschreibung:

Im gespalteten Schild vorn in Silber (Weiß) über einer roten fünfblättrigen Rose mit goldenem (gelbem) Butzen ein rotes Ankerkreuz, hinten in Blau ein silberner Schlüssel mit dem Bart rechts und oben. (Hauptsatzung § 2)
Bedeutung:

Das rote Ankerkreuz ist das der Grafschaft Waldeck-Pyrmont, wozu Lügde bis 1668 gehörte, der silberne Schlüssel der des Erzstiftes Köln.
Die rote, fünfblättrige Lippische Rose kam 1971 dazu, nachdem 1970 mehrere lippische Gemeinden in die Stadt Lügde eingemeindet wurden, während gleichzeitig Lügde in den Kreis Detmold eingegliedert wurde.
Banner:

Von Blau und Rot längs gestreift mit dem Wappenschild der Stadt oberhalb der Mitte.
Flagge:

Von Blau und Rot längs gestreift mit dem von der Mitte zur Stange verschobenen Wappenschild der Stadt.

### Städtepartnerschaften
Die Städtepartnerschaft mit Angermünde wurde am 6. Juli 1990 in Angermünde und am 11. August 1990 in Lügde durch die Bürgermeister Wolf-Hugo Just und Bernd Arens geschlossen. Ziel der Partnerschaft ist die gegenseitige Unterstützung. Ferner soll die Begegnung der Bürger der beiden Städte gefördert und die Zusammenarbeit der kommunalen Einrichtungen, der gesellschaftlichen Organisationen, von Vereinen und Verbänden und den Industrie- und Handwerksbetrieben gestärkt werden.

## Religionen
Die erste in Lügde errichtete Kirche war die Kilianskirche, die von 780 bis 784 außerhalb der Stadtmauern erbaut wurde. Sie ist dem irischen Bischof Kilian geweiht.
Nachdem in Lippe 1538 durch Beschluss des Landtages in Cappel die Reformation eingeführt worden war, übernahmen auch die Lügder schließlich 1583 das neue Glaubensbekenntnis. Dem Weihbischof in Paderborn Johannes Pelcking gelang es jedoch im Verlauf der Gegenreformation, die Christen in Lügde und Höxter im Jahr 1624 zur Rückkehr in die katholische Kirche zu bewegen. Nach der Einigung mit dem Grafen zu Waldeck über den Besitz der Grafschaft Pyrmont erhielt der Bischof von Paderborn 1668 die Stadt Lügde, deren Bewohner erfolglos dagegen protestierten.
1853 wurde in Lügde erstmals seit 1624 wieder ein evangelischer Gottesdienst abgehalten und 1864 baute die kleine evangelisch-lutherische Gemeinde die St.-Johannis-Kirche, die 1902 einen Turm bekam. Nach dem Zweiten Weltkrieg wuchs die Zahl der evangelischen Christen durch den Zuzug von Flüchtlingen und Vertriebenen aus den ehemaligen deutschen Ostgebieten.
Die in den 1970er Jahren eingemeindeten Stadtteile sind – bis auf Harzberg – evangelisch-reformiert geprägt, was die Mehrheitsverhältnisse in der heutigen Stadt zugunsten der evangelischen Kirche umkehrte.
Eine jüdische Gemeinde gibt es in Lügde seit der Zeit des Nationalsozialismus nicht mehr. An sie erinnert heute noch der unter Denkmalschutz stehende jüdische Friedhof.
Ein Indiz für die heutige Verteilung der Religionen kann die konfessionelle Zugehörigkeit der Schüler sein. Demnach sind im Schuljahr 2006/2007 48,4 % der Schüler evangelisch, 35,4 % katholisch und 4,3 % islamisch. 4,2 % gaben eine andere Religionszugehörigkeit und 7,7 % keine Konfession an. Insgesamt wurden die Angaben von 1212 Schülern und Schülerinnen ausgewertet.
Heute gibt es in Lügde zwei Evangelisch-reformierte Kirchengemeinden, nämlich eine in Elbrinxen und eine in Falkenhagen (Kloster Falkenhagen), jeweils eine Römisch-Katholische Kirchengemeinde in Lügde und in Falkenhagen, eine Evangelisch-lutherische Kirchengemeinde, die Evangelische Freikirche Lügde, eine Baptisten-Brüdergemeinde und einen Türkisch-Islamischen Kulturverein.

## Kultur und Sehenswürdigkeiten

### Theater
Lügde verfügt über kein eigenes Theater. Dennoch werden in der Elbrinxer Marktscheune seit 2003 Theaterstücke von der Elbrinxer Dorfbühne aufgeführt. Die Laienschauspieler treten seit 1985 zunächst in Gaststätten, später in der Scheune auf.
Für weitergehende Angebote stehen das Landestheater Detmold und das Theater Bielefeld in der Umgebung zur Verfügung.

### Museen
Das Heimatmuseum befindet sich in einem 1799 erbauten Vierständer-Fachwerkhaus und führt den Besucher durch die Geschichte von Lügde. Neben dem Gebäude an sich, einem früheren Ackerbürgerhaus vom Typ eines niederdeutschen Hallenhauses, kann man dort unter anderem ein Osterrad und Darstellungen von Klöppelspitzenherstellung und Zigarrenmacherei sehen.
Ein weiteres Museum befindet sich im Lokal Paradiesmühle in Rischenau, wo die alte Mühle ausgestellt ist.

### Musik
In Lügde existieren zwei Jagdhornbläsercorps, zwei Posaunenchöre, zwei Spielmannszüge sowie je ein Blasorchester, Fanfarenzug, Flötengruppe und ein Mundharmonika-Club. Drei Kirchengemeinden unterhalten einen eigenen Kirchenchor. Hinzu kommen drei Frauenchöre, vier Männergesangsvereine, zwei gemischte Chorgemeinschaften und ein Kinder- und Jugendchor.
Ergänzt wird das Angebot durch die „Musikschule der Großgemeinde Lügde“.

### Bauwerke

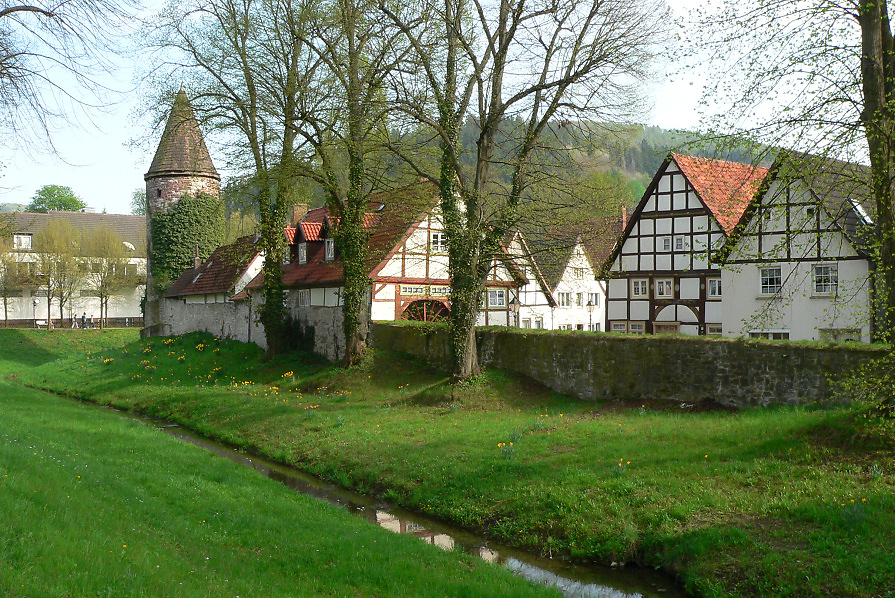
Historischer Ortskern mit Stadtmauer und Kleiner Emmer

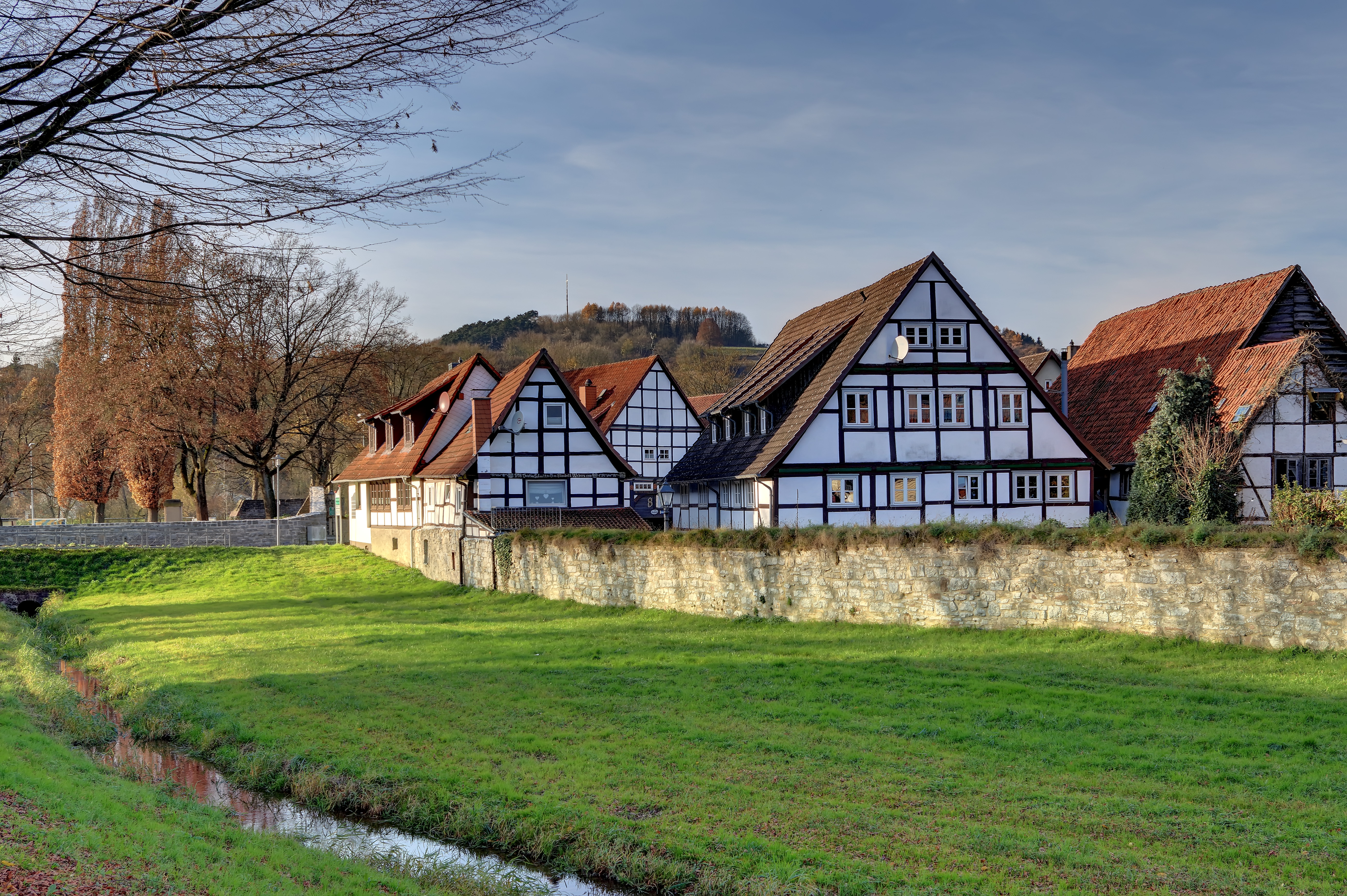
Stadtmauer mit Blick auf den Osterberg

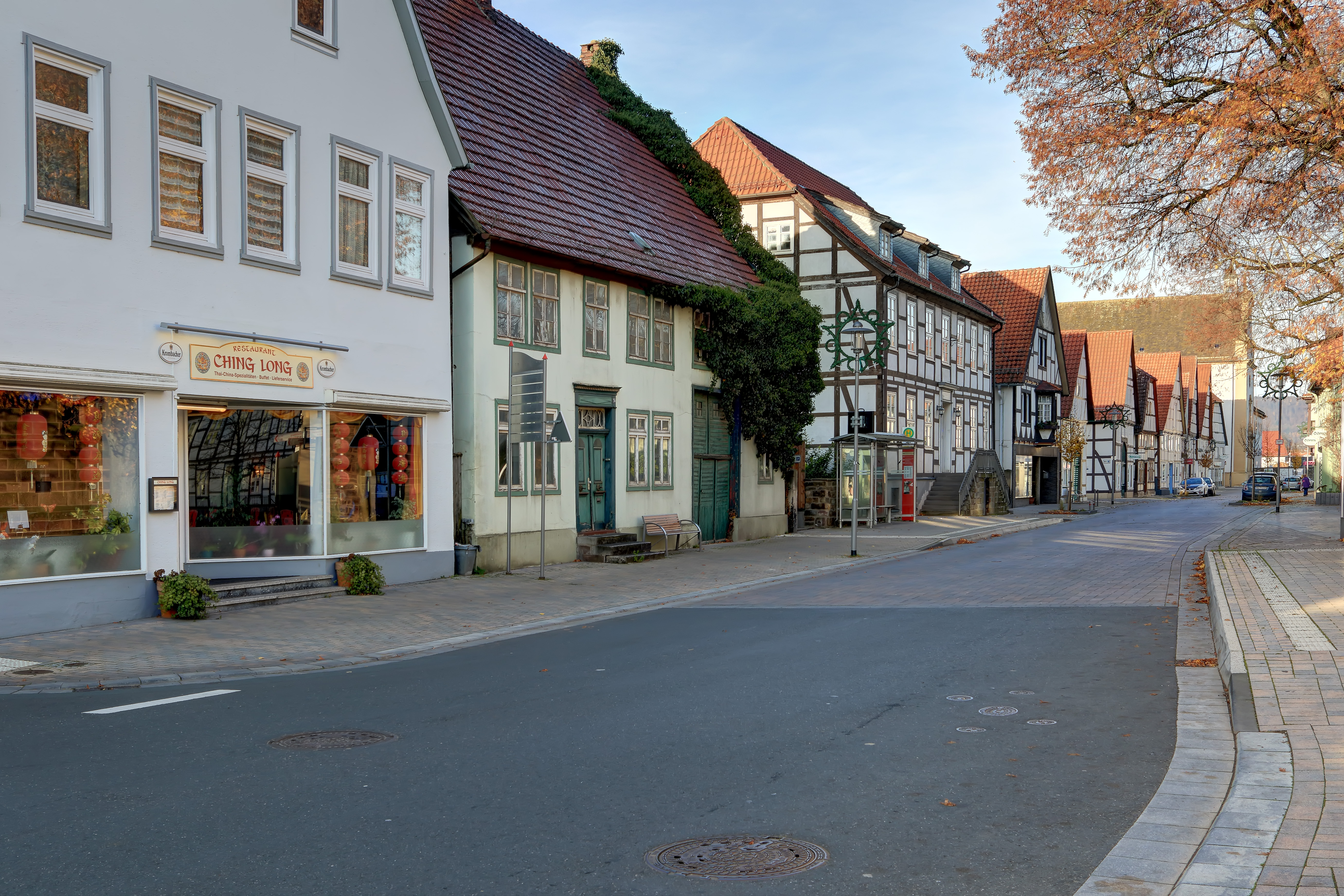
Hauptdurchgangsstraße im historischen Ortskern (2014)

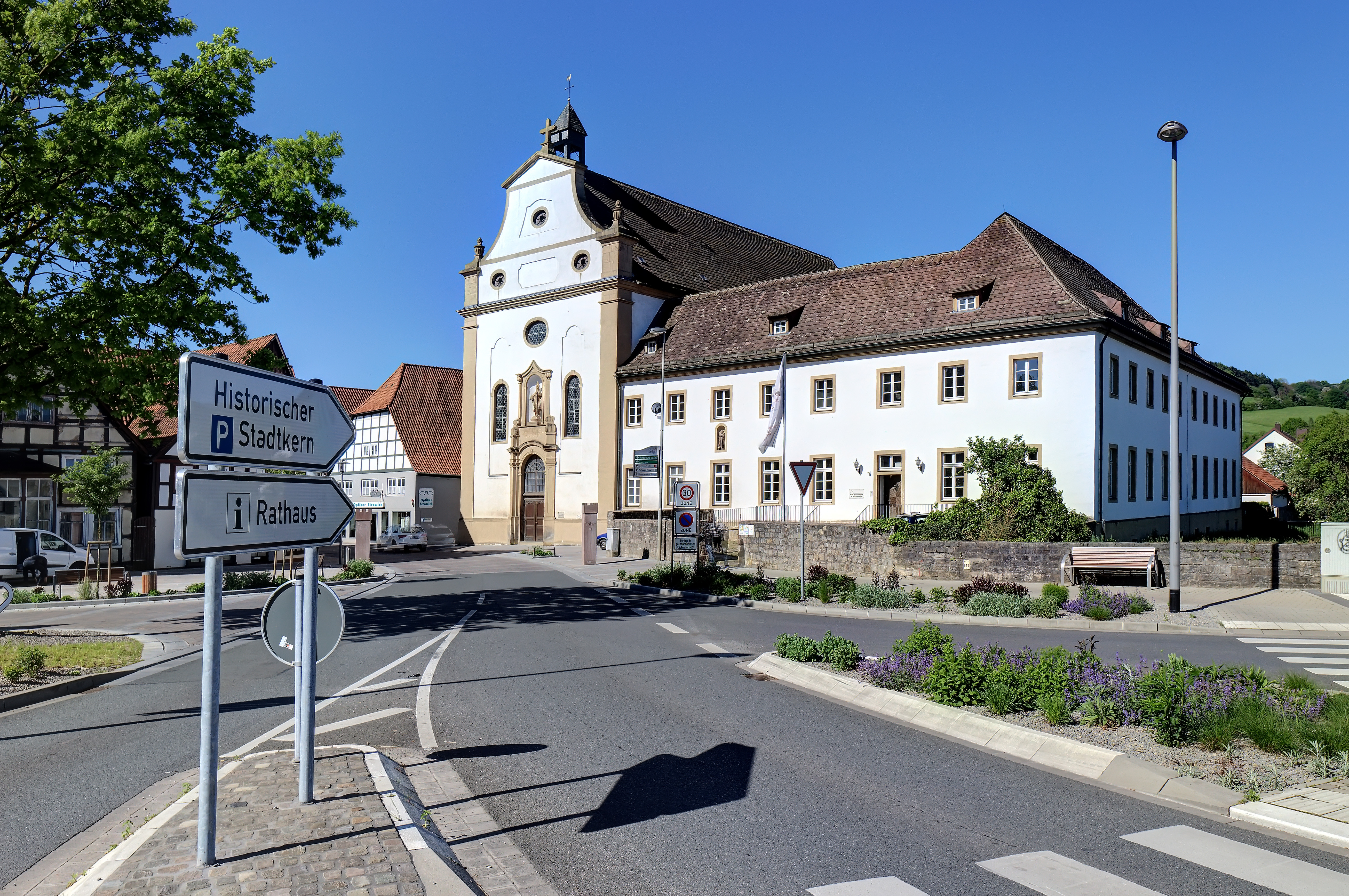
Früheres Franziskaner-Kloster

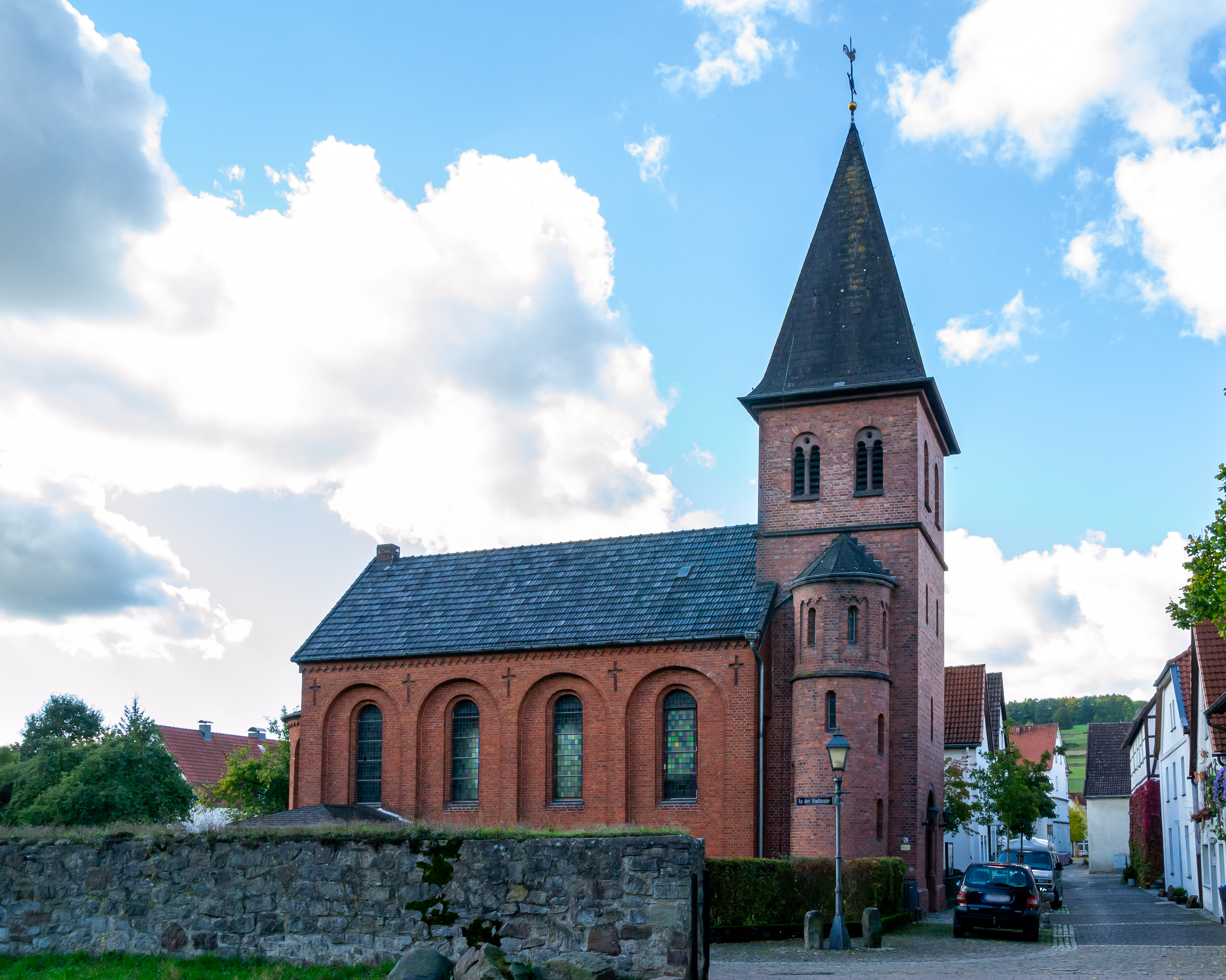
Evangelische St. Johanniskirche in Lügde

Auf dem Gebiet der Gemeinde Lügde befinden sich die Reste von zwei ehemaligen Wehranlagen. Westlich von Lügde liegt unterhalb der Herlingsburg der sogenannte Bomhof, ein Ringwall dessen Funktion und Alter bisher nicht genau bekannt ist. Östlich von Lügde befinden sich die geringen Reste der Burg Schildberg, einer vermutlich im 11. oder 12. Jahrhundert erbauten kleinen Adelsburg. Weite Flächen des Burgareals sind heute durch Steinbrüche zerstört.
Die Anlage der heutigen Altstadt erfolgte gegen Mitte des 12. Jahrhunderts. Der Straßengrundriss und die den Stadtkern umgebende Mauer sowie zwei Wehrtürme sind aus dieser Zeit erhalten geblieben. Die Bebauung innerhalb der Stadtmauern wurde nach dem letzten Stadtbrand im Jahr 1797 errichtet. Es handelt sich vornehmlich um Fachwerk-Dielenhäuser. Die Altstadt zählt damit zu den am besten erhaltenen historischen Stadtkernen Nordrhein-Westfalens.
Die Kirche St. Kilian ist eine romanische kreuzförmige Gewölbebasilika südlich der Stadt. Die Kreuzgratgewölbe sind der Klosterkirche in Lippoldsberg nachempfunden. Sehenswert sind die Würfelkapitelle, von denen in Westfalen nur noch wenige erhalten sind. Die Kirche diente als Grablege für Graf Moritz von Pyrmont, der als Letzter des Schwalenberger Geschlechts in der Kirche begraben wurde.
Nachdem 1797 die alte Pfarrkirche in der Stadt abgebrannt war, konnte Ende des 19. Jahrhunderts die neue St.-Marien-Kirche errichtet werden. Die Baukosten von 164.283 Mark wurden zu zwei Dritteln auf die Stadt und zu einem Drittel auf die Pfarrgemeinde aufgeteilt. Für den Kirchturm wurden Steine der alten Kirche verwendet. Im rechten Oberschiff befindet sich im sogenannten Kreuzaltar eine Kreuzigungsgruppe, die aus einem Klappaltar von 1520 stammt. Ursprünglich stand die Gruppe in der Kilianskirche. Die Tafeln des Kreuzweges von 1877 stammen aus dem abgebrannten Vorgängerbau.
Aus dem 12. Jahrhundert stammt die Evangelische Kirche Elbrinxen. Der romanische Kirchturm war gleichzeitig als Wehrturm errichtet worden. Um 1620 und 1969 wurden Kirche und Turm renoviert. Im Inneren findet sich eine Kanzel von 1562, die bis 1699 in Horn stand. Vor der Kirche befindet sich eine 1000-jährige Linde mit einem Stammumfang von zwölf Metern.
Das Zisterzienserkloster Falkenhagen wurde 1247 gegründet, als das Kloster Bruchhagen dorthin verlegt wurde. Bis 1604, als das Kloster endgültig aufgehoben wurde, gehörte es insgesamt vier Orden an. Im Dreißigjährigen Krieg wurden Teile des Klosters zerstört. Heute sind die ehemalige Klosterkirche mit Kreuzgang, der Kapitelsaal, das Refektorium und das Dormitorium erhalten. Letzteres wurde 1509 errichtet und gilt als ältestes datiertes Fachwerkhaus in Lippe.
1734 wurde in Lügde ein Franziskanerkloster gegründet und ab 1749 errichtet. 1752 konnten die Klostergebäude bezogen und mit dem Bau der Kirche begonnen werden. 1812 wurde das Kloster von Jérôme Bonaparte aufgehoben. 1859 erwarb die katholische Pfarrgemeinde das Gebäude. Mit finanzieller Hilfe der Stadt wurde hier zunächst ein Krankenhaus eingerichtet, die Kirche diente als Lagerstätte. 1958 wurde das Krankenhaus zum Altenheim umgebaut, welches bis 1970 Bestand hatte. Es folgte die Nutzung als Pfarr- und Jugendheim der St.-Marien-Gemeinde. Heute ist hier ein Kindergarten und eine Seniorentagesstätte untergebracht. Zusätzlich werden die Räumlichkeiten für Kulturveranstaltungen genutzt.
1864 wurde die evangelische Johanniskirche im Rundbogenstil erbaut und 1902 durch einen Turmbau erweitert.

### Parks
Auf dem Gebiet der Stadt gibt es zwei ausgewiesene Parks, die beide öffentlich zugänglich sind. Die Gärten am Kloster Falkenhagen sind rund zwei Hektar groß. Die historische Gartenanlage befindet sich weitgehend im zur Zeit der Nutzung durch das Kloster bestehenden Zustand. Die Wallanlage Lügde ist eine Promenade, die fast vollständig um die Altstadt von Lügde herumführt. Sie umfasst auch Teile der mittelalterlichen Stadtmauer, darunter zwei Wehrtürme.
Zudem gibt es seit 2011 vor den Toren der Lügder Altstadt den Emmerauenpark, welcher im Zuge der Errichtung der Umgehungsstraße angelegt wurde. Der Park lädt zum Spazierengehen, Erholen, Sportmachen und zu Veranstaltungen ein.

### Naturdenkmäler und Schutzgebiete
Wittekind-Linde
Auf dem Kirchhof der evangelisch-reformierten Kirche in Elbrinxen steht die „1000-jährige Linde“, die auch Wittekind-Linde genannt wird. Die Linde hat einen Stammumfang von 12 m und einen Kronendurchmesser von 30 m bei einer Gesamthöhe von 35 m. Damit gehört sie zu den größten Bäumen Lippes und ist eine der ältesten noch bestehenden Linden in Deutschland.
Friedhofslinde Lügde

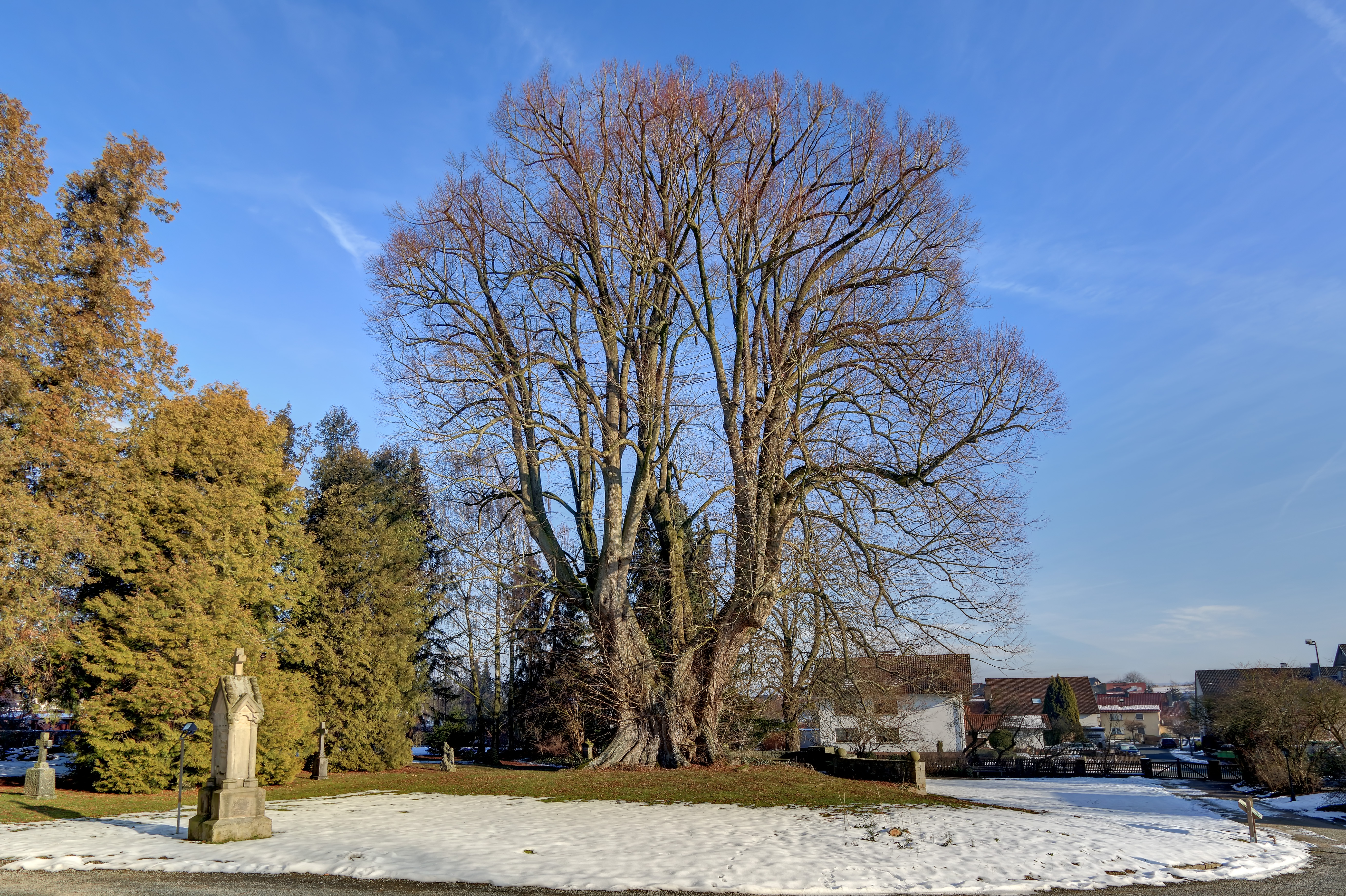
Wittekindslinde im Jahr 2015

In Lügde steht beim Friedhof der St.-Kilians-Kirche, auf dem Kirchberg südlich der Stadt, eine weitere denkmalgeschützte alte und sehenswerte Linde. Diese Sommerlinde hat einen Brusthöhenumfang von 7,16 m (2016) und eine Höhe von 27 m.
Schutzgebiete
In Lügde gibt es fünf Naturschutzgebiete, die vollständig im Stadtgebiet liegen. Dies sind der Winzenberg (circa 19,4 ha Größe), der Schildberg (rund 122,8 ha Größe), der Bierberg (etwa 31,6 ha Größe) und das Gebiet Ilsenbach (rund 43,2 ha Größe). Eines von zwei gleichermaßen Emmertal genannten Naturschutzgebieten liegt ebenfalls vollständig im Stadtgebiet, es ist etwa 393 ha groß.
Lügde hat darüber hinaus Anteil an drei weiteren Naturschutzgebieten, namentlich dem Schwalenberger Wald (circa 2924,6 ha Größe), den Wäldern bei Blomberg (circa 1.168 ha Größe) und dem Zweiten Emmertal genannten Gebiet (circa 82 ha Größe).

### Sport
In Lügde gibt es neun Sportvereine, die Breitensport bieten. Ferner gibt es drei Tennisclubs, eine Behinderten-Sportgruppe, eine DLRG-Ortsgruppe, einen Handballverein (der als HSG Lügde-Bad Pyrmont gemeinsam mit Bad Pyrmont geführt wird), eine Gymnastik-Gruppe, einen Judo-Verein, einen Motorsportclub, einen Reit- und Fahrverein, einen Tanzkreis, einen Fußballverein, den TUS WE Lügde, der aktuell in der Bezirksliga spielt, und gemeinsam mit Bad Pyrmont eine Luftsportgemeinschaft.

### Kulinarische Spezialitäten
In Lügde und im gesamten Lipperland sind die typisch lippischen Spezialitäten der Lippische Pickert, der Lipper Schütze oder Grünkohl und Pinkel (auch mit Kohl- oder Brägenwurst), wobei der Grünkohl in der Region häufig auch Lippische Palme genannt wird.

### Osterräderlauf

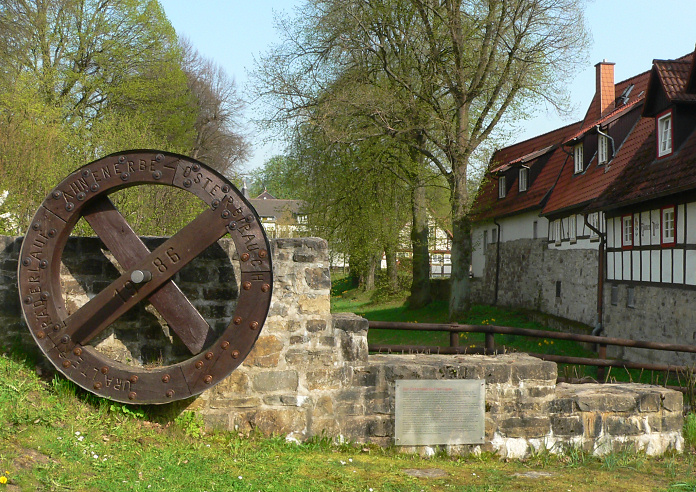
Ausgestelltes Osterrad in Lügde

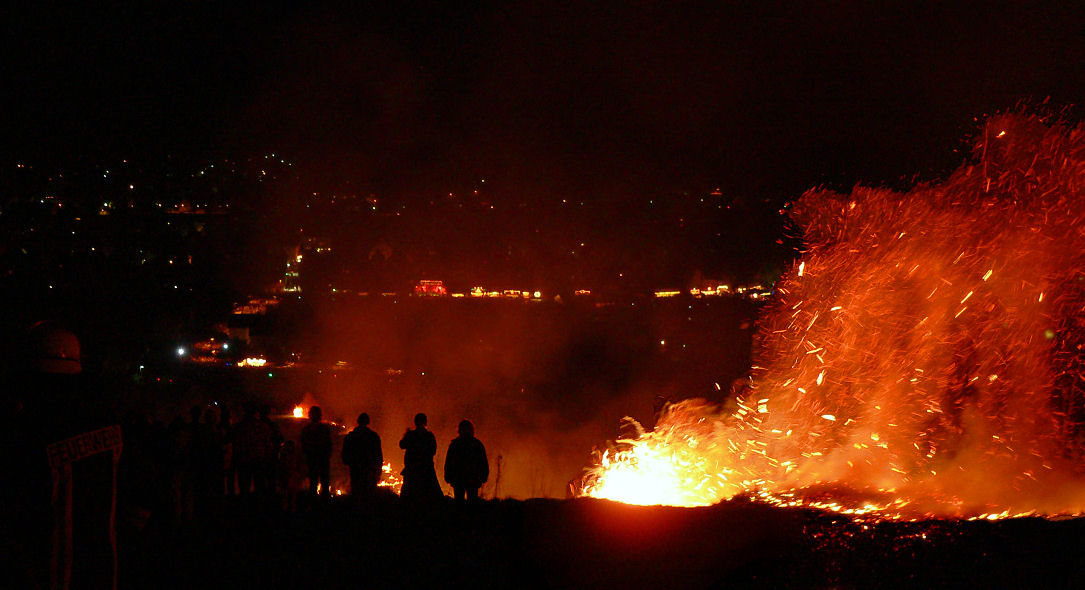
Abgang eines brennenden Rades in Richtung Lügde

Lügde bezeichnet sich selbst als Stadt der Osterräder. Das beruht auf einem alten und heute noch praktizierten Brauch, mit Stroh ausgestopfte, zuvor mit Wasser getränkte brennende Eichenräder zu Ostern an einem der umliegenden Berge herunterrollen zu lassen. Im 18. Jahrhundert gab es mehrere Versuche, diesen Brauch zu verbieten. Dies war 1743 durch den Vikar von Wiedenbrück und 1781 durch den Paderborner Fürstbischof Wilhelm Anton der Fall. Seit dem Bau der Eisenbahntrasse Hannover–Altenbeken im Jahre 1872 laufen die sechs Räder nur noch vom Osterberg herab und nicht mehr vom gegenüber liegenden Kirchberg.
Heute ist der der Brauchtumspflege verpflichtete Dechenverein Lügde Veranstalter. Jedes Jahr werden sechs Eichenholzräder von etwa 1,7 m Durchmesser und rund 270 kg Gewicht den Osterberg hinuntergerollt. Neu angefertigte Holzräder werden mit einer Inschrift als Widmung versehen. Einige Tage vor der Veranstaltung werden die Räder zunächst in der Emmer gewässert. Zur Veranstaltung werden sie auf den genannten Berg gefahren und dort mit etwa 120 kg Stroh gestopft.
Seit 2018 steht der Osterräderlauf auf der Repräsentativen Liste des immateriellen Kulturerbes der Menschheit. In den Jahren 2020 und 2021 konnte der Osterräderlauf aufgrund der Corona-Pandemie nicht stattfinden. Stattdessen veröffentlichte der Dechenverein Lügde eigens produzierte Videos auf ausgewählten Social-Media-Plattformen.

## Wirtschaft und Infrastruktur
Lügde gehört zum Integrierten ländlichen Entwicklungskonzept Südlippe, einem Verbund der Gemeinden Blomberg, Horn-Bad Meinberg, Lügde, Schieder-Schwalenberg und Schlangen.

### Verkehr
Die Landesstraßen 614 und 946 verbinden Lügde mit Blomberg und Barntrup. Über die Landesstraße 429 erreicht man Bad Pyrmont.

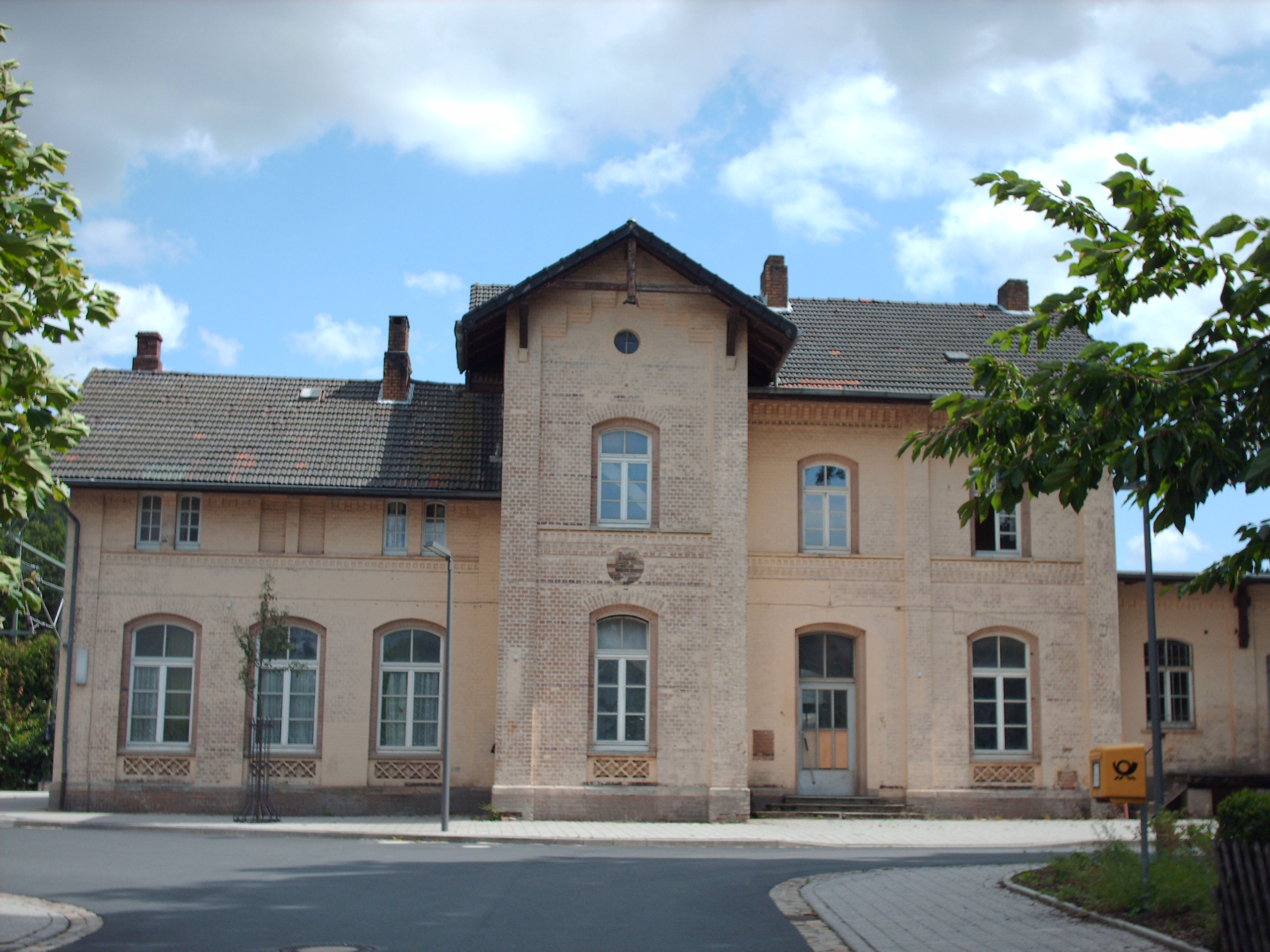
Bahnhofsgebäude

Der Haltepunkt Lügde liegt an der Bahnstrecke Hannover–Altenbeken. Er wird im Stundentakt von der S-Bahn-Linie 5 Paderborn  – Hameln – Hannover Hbf – Hannover Flughafen bedient.
Die umliegenden Orte sind mit Regionalbussen erreichbar. Es besteht ein regelmäßiger Taktverkehr nach Bad Pyrmont, Schieder-Schwalenberg, Blomberg und Lemgo (dort Bahnanschluss in Richtung Bielefeld). An Wochenenden im Sommer verkehrt eine Touristiklinie in Richtung Detmold u. a. zu den Touristikorten Externsteine, Hermannsdenkmal und Adlerwarte Berlebeck.
Das Stadtgebiet gehört zum Tarifverbund „Westfalentarif“ (OWL Verkehr GmbH). In Richtung Nordrhein-Westfalen gelten auch alle Tarifangebote des NRW-Tarifs. In Richtung Hannover wird der Niedersachsentarif angewendet. In den Regionalbussen gelten NRW-Tarife dagegen bis Bad Pyrmont. Obwohl der Niedersachsentarif bis Paderborn angewendet wird, kann das Niedersachsen-Ticket nur ab Bad Pyrmont genutzt werden.
In etwa 8 km Entfernung befindet sich der Flugplatz Bad Pyrmont für Segelflugzeuge, Ultraleichtflugzeuge, Motorsegler und Sportflugzeuge bis 2.000 kg.

### Medien
Die einzige lokale Tageszeitung im Kreis Lippe ist die Lippische Landes-Zeitung. Ende 2003 wurde die Lippische Rundschau eingestellt.
Zusätzlich findet auch Berichterstattung über Lügde in den „Pyrmonter Nachrichten“, der lokalen Ausgabe der Deister- und Weserzeitung des Nachbarkreises Hameln-Pyrmont, statt.
Lügde gehört zum Berichtsgebiet des Regionalstudios Bielefeld des WDR und von Radio Lippe, das es in der Berichterstattung als Lokalradio mit abdeckt.

### Öffentliche Einrichtungen
Die Freiwillige Feuerwehr in Lügde gliedert sich in sechs Löschgruppen und zwei Löschzüge. Darüber hinaus gibt es zur Nachwuchsförderung eine Jugendfeuerwehr.
Das Wasserwerk der Stadt gewinnt sein Wasser aus zehn Bohrbrunnen und zwei Quellfassungen. Das Werk unterhält 124 km Rohrleitungen, mit denen die 3.098 Haushalte versorgt werden. Dazu können in 14 Hochbehältern 4090 m³ Wasser gespeichert werden. Der jährliche Verbrauch der Stadt liegt bei etwa 522.000 m³ (alle Angaben: Stand 2001).
Die Kommune ist Betreiberin der Kläranlagen in Elbrinxen und Rischenau. Das ehemalige Klärwerk in Niese wurde zur Pumpstation umgebaut und pumpt das Abwasser zur Anlage in Rischenau. Das Abwasser der Kernstadt wird im Gemeinschaftsklärwerk mit Bad Pyrmont geklärt.
Im Erdgeschoss des ehemaligen Franziskanerklosters Lügde betreibt die katholische Pfarrgemeinde eine Bücherei.

### Bildung
Die Stadt besitzt neben der St. Marien-Gemeinschaftsgrundschule in Lügde auch eine Grundschule in Rischenau sowie eine Sekundarschule, die Johannes-Gigas-Schule. Diese ging aus der ursprünglichen Hauptschule sowie der Anfang der 1990er-Jahre gegründeten Realschule hervor.
Im Jahr 2007 wurden an den allgemeinbildenden Schulen der Stadt mit 69 Lehrkräften insgesamt 1162 Schüler unterrichtet, davon 42 % an den Grundschulen, 17 % an der Hauptschule und 41 % an der Realschule.
Aufgaben der Erwachsenenbildung werden durch die Volkshochschule Lippe Ost wahrgenommen, einem Zweckverband mit Sitz in Schieder-Schwalenberg, dem die Stadt Lügde angehört.
Für die frühkindliche Bildung gibt es in Lügde fünf Kindergärten. Drei befinden sich in kommunaler Trägerschaft, einer in Trägerschaft der AWO und einer in Trägerschaft der katholischen Kirchengemeinde.

### Unternehmen
Lügde zeichnet sich durch eine ausgesprochen mittelständische und diversifizierte Wirtschaftsstruktur aus, Großunternehmen sind nicht ansässig. Bedeutendster Wirtschaftszweig in absoluten Zahlen ist das verarbeitende Gewerbe, in diesem Sektor sind 29,4 % der sozialversicherungspflichtig in Lügde Beschäftigten tätig. Dies sind jedoch knapp fünf Prozent weniger als im Durchschnitt des Kreises Lippe. Relativ am bedeutendsten sind der Handel, in dem 25,5 % der Beschäftigten tätig sind (Kreisdurchschnitt 13,6 %), und die Bauwirtschaft, in der 15,5 % der Beschäftigten arbeiten (Kreisdurchschnitt 5,5 %). Nennenswertes Unternehmen ist die Schwering & Hasse Elektrodraht GmbH, ein mit rund 50.000 Tonnen Jahresproduktion bedeutender Hersteller von Kupferlackdraht.

## Persönlichkeiten

### Söhne und Töchter der Stadt
- Bodo von Pyrmont († 1395), Abt von Corvey
- Johannes Gigas (1582–1637), Kartograph
- Hermann Korb (1656–1735), Baumeister des Barock, geboren in Niese
- Johann Püllenberg (1790–1856), Philosoph und katholischer Theologe
- Josef Seiler (1823–1877), Dichter, Komponist und Organist
- Robert Grastorf (1872–1952), Ingenieur und Bauunternehmer
- Franz Pelster (1880–1956), römisch-katholischer Theologe und Philosoph
- Otto Günnewich (1902–1942), katholischer Priester und NS-Opfer
- Heinrich Drake (1903–1994), Bildhauer, geboren in Ratsiek
- Norbert Kamp (1927–1999), Historiker, Präsident der Georg-August-Universität Göttingen, geboren in Niese
- Heinrich Festing (1930–2022), katholischer Theologe, geboren in Ratsiek

### Weitere Persönlichkeiten
- Der Jesuit Friedrich Spee von Langenfeld (1591–1635) bearbeitete im Kloster Falkenhagen die Cautio Criminalis (1631 anonym in Rinteln erschienen).
- Eva von Buttlar (1670–1721), Sektiererin
- Johann Christian Paulsen (1748–1825), Forstmann in Biesterfeld
- Georg von Schleinitz (1834–1910): Der kaiserlich-deutsche Vizeadmiral, Freiherr, Meeres- und Südseeforscher sowie Weltumsegler mit der Gazelle von 1874–1876 verlebte seine letzten Lebensjahre auf Gut Hohenborn bei Lügde und wurde auf dessen Friedhof beigesetzt.
- Der Vikar Otto Günnewich, geboren in Lügde, wurde wegen der Durchführung einer Prozession 1941 im Konzentrationslager Dachau interniert und 1942 in der Tötungsanstalt Hartheim umgebracht.
- Vladimir Simović (* 1973), Sachbuchautor, lebt und arbeitet in Lügde.
- Felix Platte (* 1996), Profifußballer, wuchs in Sabbenhausen auf.